# Psychotria petiolosa
Psychotria petiolosa är en måreväxtart som beskrevs av Theodoric Valeton. Psychotria petiolosa ingår i släktet Psychotria och familjen måreväxter. Inga underarter finns listade i Catalogue of Life.